# Fenerbahçe Spor Kulübü 2020-2021 (pallavolo femminile)
Questa voce raccoglie le informazioni riguardanti il Fenerbahçe Spor Kulübü nelle competizioni ufficiali della stagione 2020-2021.

## Organigramma societario
Area direttiva
- Presidente: Ali Koç

Area tecnica
- Allenatore: Zoran Terzić
- Allenatore in seconda: Salih Tavacı
- Assistente allenatore: Caner Atasever
- Scoutman: Artun Aksan

## Rosa
| N° | Nome                | Ruolo | Data di nascita   | Nazionalità sportiva |
| -- | ------------------- | ----- | ----------------- | -------------------- |
| 1  | Melis Yılmaz        | L     | 28 giugno 1997    | Turchia              |
| 2  | Aylin Sarıoğlu      | L     | 27 luglio 1995    | Turchia              |
| 3  | Gülce Güçtekin      | L     | 10 ottobre 2002   | Turchia              |
| 4  | Kelsey Robinson     | S     | 25 giugno 1992    | Stati Uniti          |
| 5  | Beliz Başkır        | C     | 26 dicembre 1998  | Turchia              |
| 6  | Lila Şengün         | P     | 2 marzo 2002      | Turchia              |
| 7  | Cansu Çetin         | S     | 23 maggio 1993    | Turchia              |
| 8  | Dicle Babat         | C     | 15 settembre 1992 | Turchia              |
| 9  | Melissa Vargas      | O     | 16 ottobre 1999   | Cuba                 |
| 10 | Bianka Buša         | S     | 25 luglio 1994    | Serbia               |
| 11 | Bahar Toksoy        | C     | 6 febbraio 1988   | Turchia              |
| 12 | Brankica Mihajlović | S     | 13 aprile 1991    | Serbia               |
| 14 | Eda Erdem           | C     | 22 febbraio 1987  | Turchia              |
| 16 | İpar Kurt           | S     | 10 novembre 2003  | Turchia              |
| 17 | Naz Aydemir         | P     | 14 agosto 1990    | Turchia              |
| 18 | Hilal Kocakara      | P     | 1º gennaio 2002   | Turchia              |
| 19 | Ceren Kestirengöz   | O     | 19 luglio 1993    | Turchia              |

## Statistiche

### Statistiche di squadra
| Competizione     | Punti | In casa | In casa | In casa | In trasferta | In trasferta | In trasferta | Totale | Totale | Totale |
| Competizione     | Punti | G       | V       | P       | G            | V            | P            | G      | V      | P      |
| ---------------- | ----- | ------- | ------- | ------- | ------------ | ------------ | ------------ | ------ | ------ | ------ |
| Sultanlar Ligi   | 80    | 18      | 14      | 4       | 18           | 15           | 3            | 36     | 29     | 7      |
| Coppa di Turchia | 9     | 1       | 1       | 0       | 0            | 0            | 0            | 5      | 4      | 1      |
| Champions League | 12    | 1       | 0       | 1       | 1            | 0            | 1            | 8      | 4      | 4      |
| Totale           | -     | 20      | 15      | 5       | 19           | 15           | 4            | 49     | 37     | 12     |

G = partite giocate; V = partite vinte; P = partite perse

### Statistiche dei giocatori
| Giocatore      | Campionato | Campionato | Campionato | Campionato | Campionato | Coppa di Turchia | Coppa di Turchia | Coppa di Turchia | Coppa di Turchia | Coppa di Turchia | Champions League | Champions League | Champions League | Champions League | Champions League | Totale | Totale | Totale | Totale | Totale |
| Giocatore      | P          | PT         | AV         | MV         | BV         | P                | PT               | AV               | MV               | BV               | P                | PT               | AV               | MV               | BV               | P      | PT     | AV     | MV     | BV     |
| -------------- | ---------- | ---------- | ---------- | ---------- | ---------- | ---------------- | ---------------- | ---------------- | ---------------- | ---------------- | ---------------- | ---------------- | ---------------- | ---------------- | ---------------- | ------ | ------ | ------ | ------ | ------ |
| N. Aydemir     | 31         | 72         | 28         | 29         | 15         | 4                | 7                | 1                | 6                | 0                | 8                | 17               | 6                | 9                | 2                | 43     | 96     | 35     | 44     | 17     |
| D. Babat       | 33         | 170        | 92         | 62         | 16         | 5                | 13               | 10               | 2                | 1                | 7                | 35               | 19               | 15               | 1                | 45     | 218    | 121    | 79     | 18     |
| B. Başkır      | 13         | 34         | 22         | 9          | 3          | 2                | 2                | 2                | 0                | 0                | 5                | 7                | 4                | 3                | 0                | 20     | 43     | 28     | 12     | 3      |
| B. Buša        | 34         | 277        | 216        | 30         | 31         | 4                | 27               | 21               | 2                | 4                | 7                | 38               | 32               | 3                | 3                | 45     | 342    | 269    | 35     | 38     |
| C. Çetin       | 32         | 59         | 40         | 2          | 17         | 3                | 3                | 2                | 0                | 1                | 5                | 2                | 1                | 0                | 1                | 40     | 64     | 43     | 2      | 19     |
| E. Erdem       | 32         | 353        | 223        | 92         | 38         | 3                | 29               | 24               | 3                | 2                | 6                | 54               | 31               | 17               | 6                | 41     | 436    | 278    | 112    | 46     |
| G. Güçtekin    | 3          | 0          | 0          | 0          | 0          | 2                | 0                | 0                | 0                | 0                | 3                | 0                | 0                | 0                | 0                | 8      | 0      | 0      | 0      | 0      |
| C. Kestirengöz | 18         | 85         | 71         | 8          | 6          | 1                | 4                | 4                | 0                | 0                | 4                | 13               | 10               | 1                | 2                | 23     | 102    | 85     | 9      | 8      |
| H. Kocakara    | 0          | 0          | 0          | 0          | 0          | 1                | 0                | 0                | 0                | 0                | -                | -                | -                | -                | -                | 1      | 0      | 0      | 0      | 0      |
| İ. Kurt        | 18         | 44         | 37         | 2          | 5          | 0                | 0                | 0                | 0                | 0                | 2                | 2                | 1                | 0                | 1                | 20     | 46     | 38     | 2      | 6      |
| B. Mihajlović  | 27         | 302        | 267        | 26         | 9          | 5                | 67               | 59               | 4                | 4                | 7                | 81               | 69               | 11               | 1                | 39     | 450    | 395    | 41     | 14     |
| K. Robinson    | 9          | 110        | 98         | 5          | 7          | 2                | 13               | 10               | 2                | 1                | 5                | 50               | 39               | 4                | 7                | 16     | 173    | 147    | 11     | 15     |
| A. Sarıoğlu    | 16         | 0          | 0          | 0          | 0          | 2                | 0                | 0                | 0                | 0                | -                | -                | -                | -                | -                | 18     | 0      | 0      | 0      | 0      |
| L. Şengün      | 17         | 15         | 5          | 8          | 2          | 2                | 1                | 0                | 1                | 0                | 3                | 1                | 0                | 0                | 1                | 22     | 17     | 5      | 9      | 3      |
| B. Toksoy      | 24         | 55         | 30         | 14         | 11         | 4                | 28               | 15               | 5                | 8                | 7                | 21               | 11               | 6                | 4                | 35     | 104    | 56     | 25     | 23     |
| M. Vargas      | 31         | 606        | 551        | 26         | 29         | 5                | 92               | 79               | 5                | 8                | 7                | 125              | 116              | 5                | 4                | 43     | 823    | 746    | 36     | 41     |
| M. Yılmaz      | 31         | 0          | 0          | 0          | 0          | 4                | 0                | 0                | 0                | 0                | 8                | 0                | 0                | 0                | 0                | 43     | 0      | 0      | 0      | 0      |

P = presenze; PT = punti totali; AV = attacchi vincenti; MV = muri vincenti; BV = battute vincenti